# Bulbophyllum lophoglottis
Bulbophyllum lophoglottis är en orkidéart som först beskrevs av André Guillaumin, och fick sitt nu gällande namn av Nicolas Hallé. Bulbophyllum lophoglottis ingår i släktet Bulbophyllum och familjen orkidéer. Inga underarter finns listade i Catalogue of Life.